# 浙江大学沃森基因组科学研究院
浙江大学沃森基因组科学研究院（WIGS）是浙江大学和杭州华大基因共同创办的有关基因科学的国际性科研与教育研究机构，2003年10月6日在浙江大学之江校区成立，由浙江大学科学技术研究院管理。
研究院以DNA双螺旋结构的主要发现者之一、人类基因组计划首位负责人、诺贝尔奖得主詹姆斯·沃森（James D. Watson）的名字命名，并由沃森本人题写院名，为全球第一家以沃森名字命名的研究院。
程家安教授为首任院长，前任院长为吴平。